# زیردریایی کلاس اس-۸۰
زیردریایی کلاس اس-۸۰ (به انگلیسی: S-80-class submarine) یک کلاس از زیردریایی‌ها است که طول آن ۷۱٫۰۵ متر (۲۳۳٫۱ فوت) می‌باشد.